# Beilschmiedia linharensis
Beilschmiedia linharensis är en lagerväxtart som beskrevs av Sachiko Nishida & H. van der Werff. Beilschmiedia linharensis ingår i släktet Beilschmiedia och familjen lagerväxter. Inga underarter finns listade i Catalogue of Life.